# Bazalt

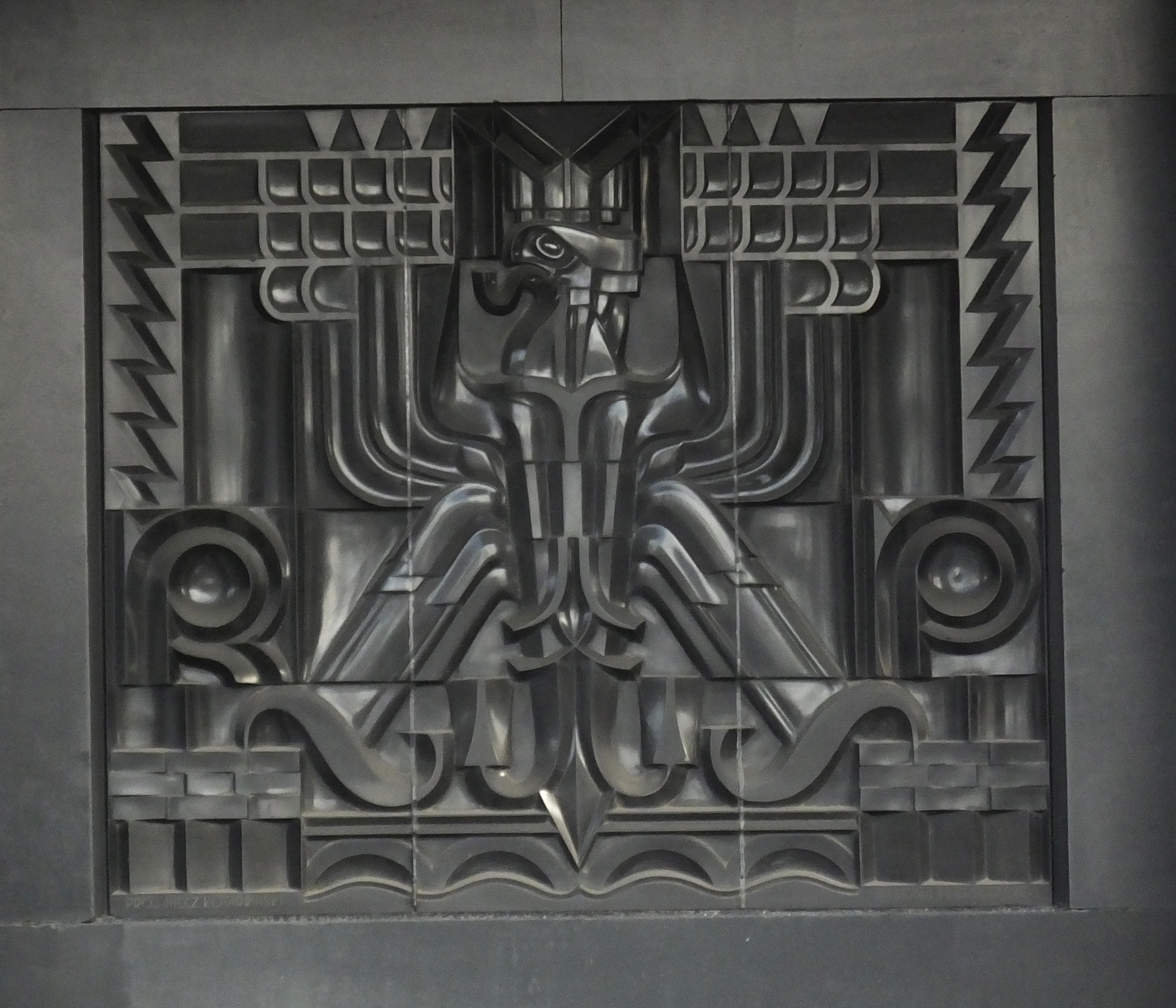
Bazaltowe godło Polski w stylu art déco, modernistyczny Gmach Ministerstwa Komunikacji w Warszawie, 1931

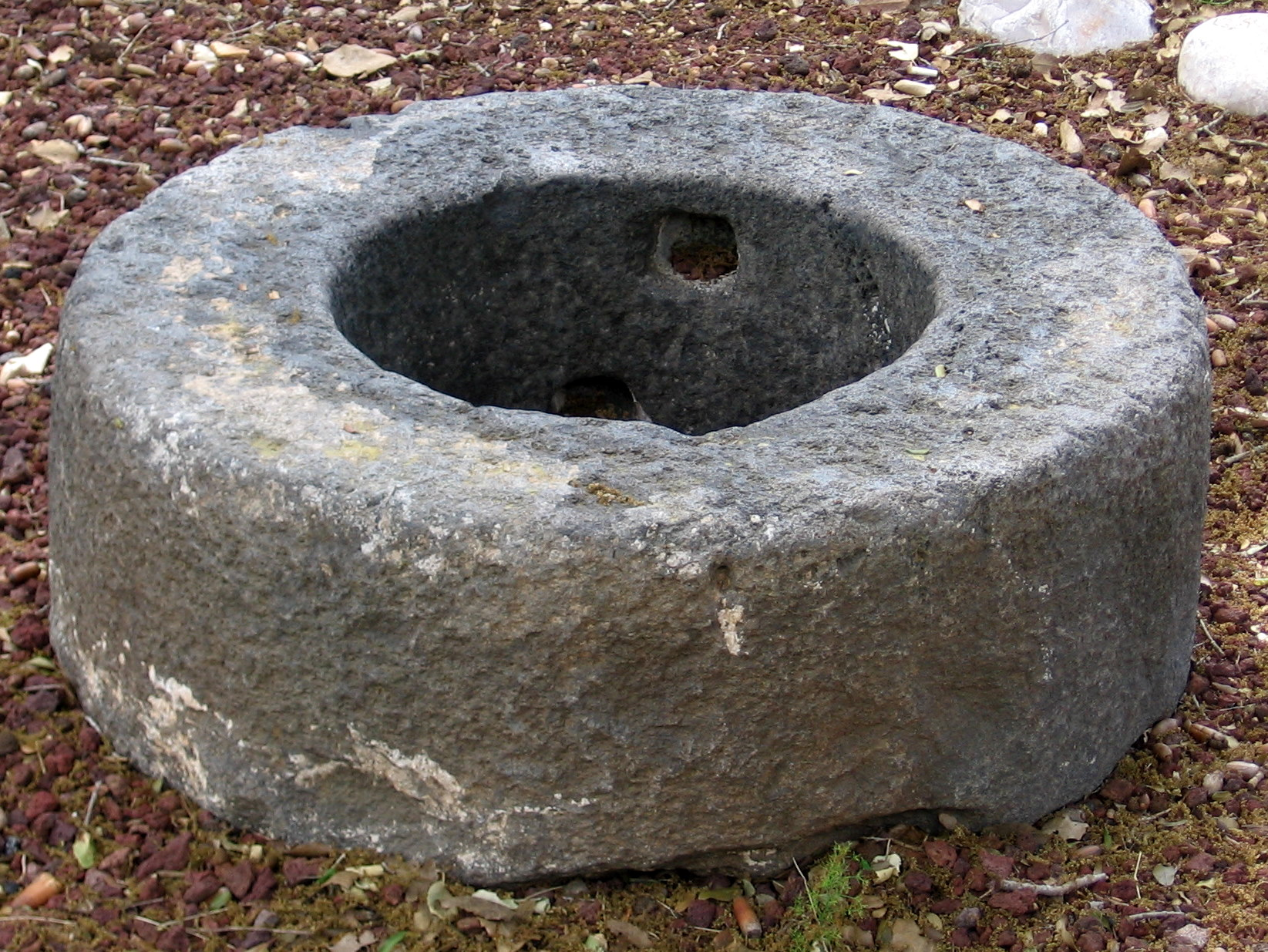
Kotwica bazaltowa z Jeziora Tyberiadzkiego

Bazalt (z gr. βάσανος „kamień probierczy” lub βασικός „podstawowy, zasadniczy” od βάσις „podstawa”) – zasadowa, lita skała wulkaniczna o strukturze bardzo drobnoziarnistej (skrytokrystaliczna), afanitowej lub porfirowej oraz o barwie czarnej, szarej, zielonej lub ciemnoniebieskawej. W drobnoziarnistej masie skalnej często widoczne są małe kryształy lub większe skupienia oliwinu (bomby oliwinowe). Na diagramie klasyfikacyjnym QAPF bazalt zajmuje wraz z andezytem pola 9*, 10*, 9, 10, 9' i 10'. Głębinowym odpowiednikiem bazaltu jest gabro (kwarcowe monzogabro, kwarcowe gabro, monzogabro, gabro, foidonośne monzogabro i foidonośne gabro).
Starsze, zmienione bazalty nazywane są paleobazaltami albo też melafirami (permskie, karbońskie) lub diabazami (staropaleozoiczne).

## Skład mineralny

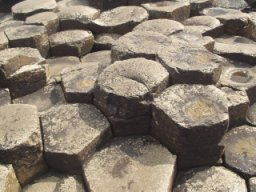
Kolumny bazaltowe – Grobla Olbrzyma

Głównymi składnikami bazaltu są: plagioklazy (labrador-bytownit) i pirokseny (augit, hipersten, enstatyt, bronzyt), ponadto występują: amfibole (hornblenda, kaersutyt), melilit, biotyt, mogą występować: kwarc, trydymit lub krystobalit, albo też skaleniowce (leucyt, nefelin, analcym, hauyn), oliwiny, szkliwo, a także akcesoryczne: magnetyt, ulvospinel, ilmenit, rzadziej hematyt, piryt i grafit, czasami apatyt. Zawartość kwarcu może dochodzić do 20%, skaleniowców (foidów) do 10% (obie grupy minerałów wykluczają się).
W bazaltach często występują ksenolity innych skał – porwaki skał z otoczenia, zagarnięte przez przedzierającą się ku powierzchni ziemi magmę lub pozostałości skał pierwotnych, z których nastąpiło wytopienie magmy.
Cechą charakterystyczną jest oddzielność słupowa bazaltu, powstała w wyniku kurczenia się zakrzepłej lawy w czasie jej oziębiania.

Podczas wietrzenia skały bazaltowe zwykle jaśnieją i wypadają z nich prakryształy oraz ksenolity. Niektóre bazalty ulegają zgorzeli i rozpadają się na drobne kawałki.

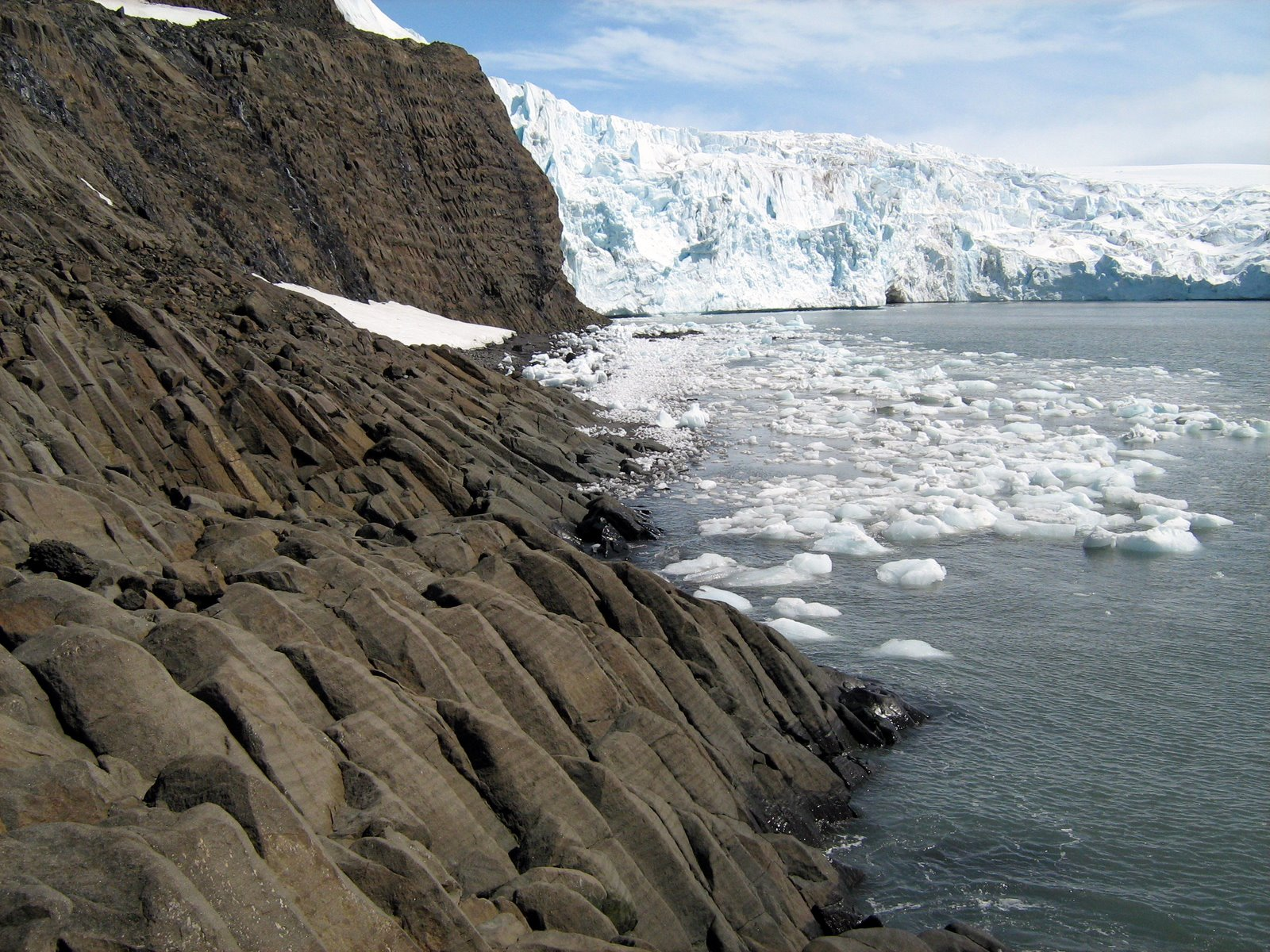
Kolumny bazaltowe na Wyspie Króla Jerzego

## Skład chemiczny
Bazalty są zwykle bogate w związki magnezu i wapnia, a jednocześnie ubogie w związki krzemu, sodu i potasu w porównaniu z innymi skałami wylewnymi. Skład chemiczny typowego bazaltu (wyrażony w postaci tlenków) przedstawia się następująco:
- SiO2: 45–55%
- Al2O3: ok. 14%
- CaO: ok. 10%
- FeO: 5–14%
- MgO: 5–12%
- inne związki zasadowe: 2–6%
- TiO2: 0,5–2%

## Klasyfikacja i nazewnictwo

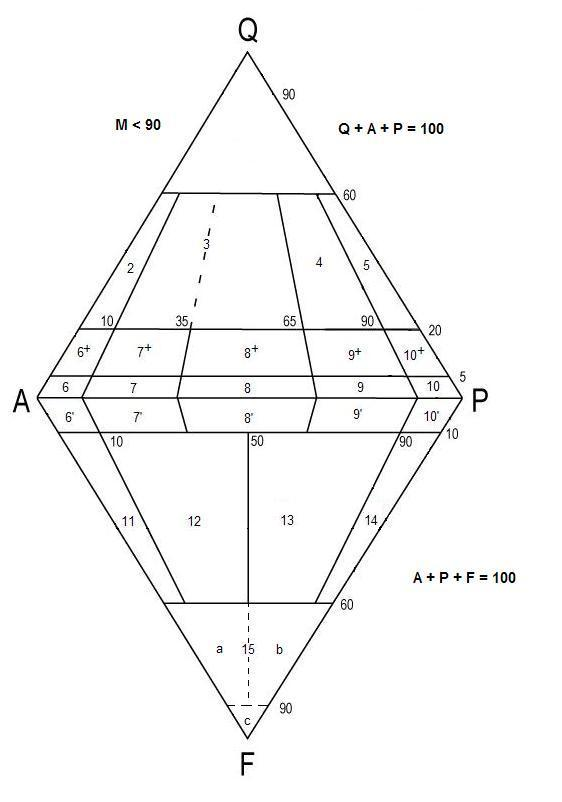
Na schemacie klasyfikacyjnym IUGS skał wulkanicznych bazalty zajmują pola 9 i 10

Bazalty mieszczą się w polach 9 i 10 diagramu QAPF skał wulkanicznych. Większą zawartość kwarcu mają bazalty kwarcowe (pola 9* i 10*), natomiast foidonośne bazalty (pola 9' i 10') nie tylko nie zawierają kwarcu (wolnej krzemionki), ale obecne są w nich skaleniowce. Nazwy bazalty kwarcowe i foidonośne bazalty nie są używane w klasyfikacji QAPF.
W klasyfikacji TAS bazalty zajmują pole B.
- Pc – pikrobazalty
- B – bazalty
- O1 – bazaltowe andezyty
- O2 – andezyty
- O3 – dacyty
- R – ryolity alkaliczne i ryolity
- S1 – trachybazalty

Diagram TAS z symbolami pól wykazującymi stopnie nasycenia krzemionką

- S2 – trachyandezyty (maugearyty i shoshonity)
- S3 – trachyandezyty (benmoreity i latyty)
- T – trachity alkaliczne, trachity
- U1 – bazanity i tefryty
- U2 – fonotefryty
- U3 – tefryfonolity
- Ph – fonolity
- F – foidyty

W potocznym użyciu nazwą „bazalt” określa się większość skał zasadowych i obojętnych (m.in. bazanity, trachybazalty, trachyandezyty, trachity, tefryty, foidyty i in.), zwłaszcza w wypadku badań polowych, bez dokładnych badań chemicznych lub w przypadku wtórnych zmian. Również w przemyśle wydobywczym i budownictwie funkcjonuje nazwa bazalt w tym szerszym znaczeniu.

## Własności fizyczne
Gęstość bazaltu wynosi od 2,7 do 3,2 g/cm³.

## Występowanie

### Na świecie

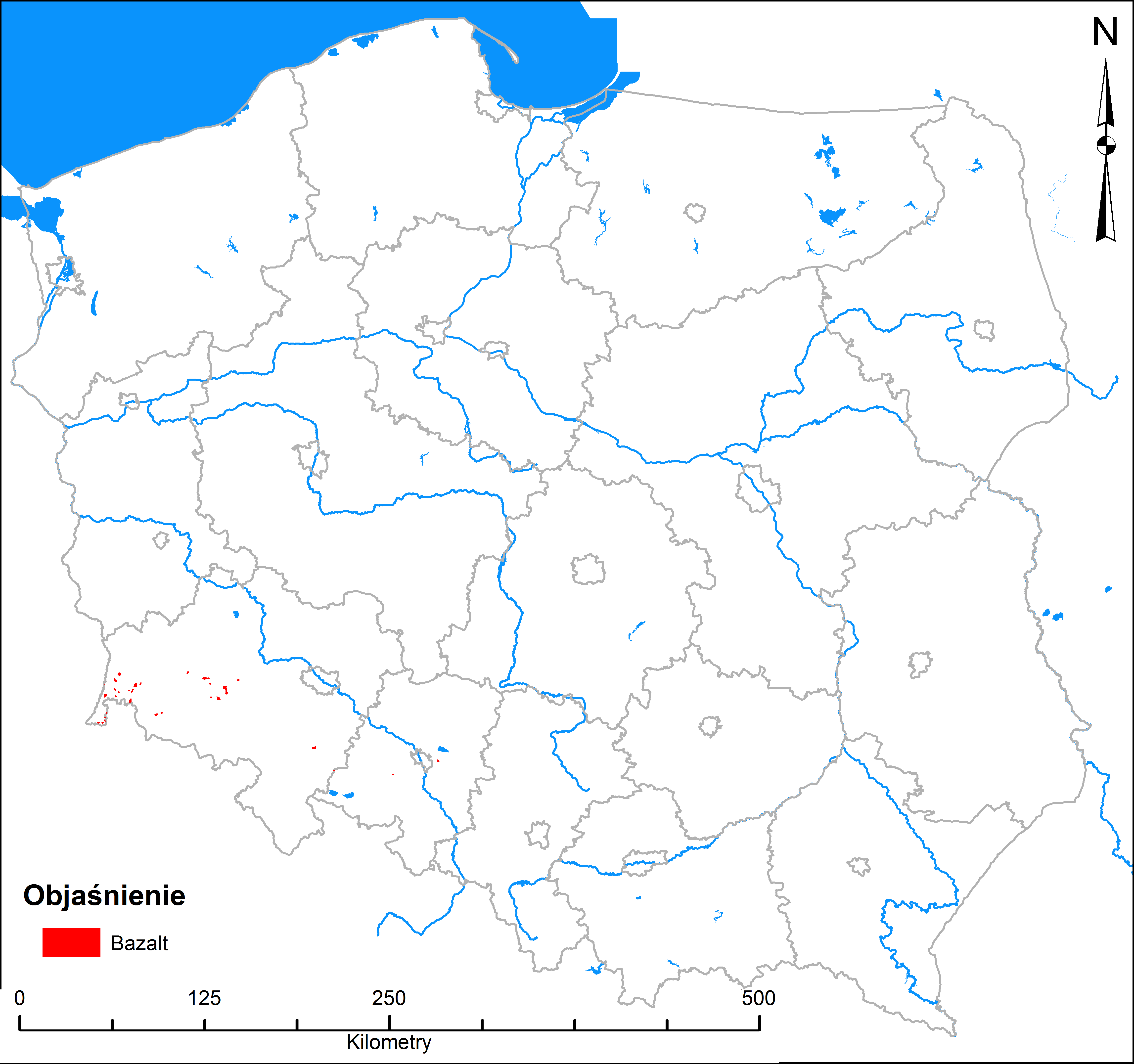
Złoża bazaltu w Polsce

Olbrzymie pokrywy bazaltowe występują w Indiach (trapy Dekanu), na Syberii w Rosji (trapy syberyjskie), w Mongolii, Etiopii, Brazylii, Urugwaju i Paragwaju, w Patagonii w Argentynie, Kolumbii Brytyjskiej w Kanadzie, stanach Waszyngton i Oregon w USA. Lawy bazaltowe tworzą też Etnę we Włoszech, Islandię, Wyspy Hawajskie.

### W Polsce
W Polsce bazalty występują przede wszystkim w południowej części kraju, na Łużycach, Śląsku (Sudety, Przedgórze Sudeckie, Śląsk Opolski) – od granicy z Niemcami do Góry Świętej Anny jest ich około 200 wystąpień należących do środkowoeuropejskiej prowincji bazaltowej, oraz sporadycznie w Beskidach – w dolinie Grajcarka (Bazaltowa Skałka), stwierdzono ich występowanie także w północno-wschodniej Polsce.

### Na Księżycu
Program Apollo wykazał, że morza księżycowe zbudowane są z bazaltów.

### Na Wenus
Sondy Wenera 13 i 14 pobrały próbki powierzchni Wenus. Po badaniach okazało się, że praktycznie cała skorupa planety jest zbudowana z bazaltów, dlatego powierzchnia Wenus bywa określana jako ocean rowów bazaltowych.

## Formy występowania
Jako produkt wulkanizmu, w krajobrazie często zaznaczają się formami charakterystycznymi dla terenów powulkanicznych. W największej skali są to wielkie pokrywy lawowe – pokłady powstałe z wylewów lawowych na powierzchni wielu tysięcy km². Bazalty tworzą wielkie pokrywy lawowe, tzw. trapy, powstałe w wyniku erupcji arealnych lub szczelinowych. Tworzą grzbiety oceaniczne. W średniej skali mogą być widoczne jako pokrywy lawowe (potoki lawowe), wulkany (góry wulkaniczne, wyspy wulkaniczne), stożkowe wzniesienia – fragmenty czopów wulkanicznych, neki, a w najmniejszej jako żyły, kominy wulkaniczne, sille, dajki.
Częste są odsłonięcia skał bazaltowych uformowanych w słupy (np. Grobla Olbrzyma), niekiedy róże bazaltowe.
Na Śląsku występują:
- pokrywy lawowe – okolice Lubania i Leśnej (Stożek Perkuna), Markocice, Kozów, Męcinka, Słup, Żarek, Lubień, Mikołajowice, Targowica, Kowalskie-Żelowice, Lądek-Zdrój, Ligota Tułowicka
- pnie i czopy wulkaniczne – Opolno-Zdrój, Sulików, Uniegoszcz, Stożek Perkuna, Proszowa, Pilchowice, Czartowska Skała, Mszana-Obłoga, Bazaltowa Góra, Rataj, Owczarek (Owcza Góra), Sichów (Krzyżowa Góra), Wilcza Góra (Wilkołak), Kozia Góra, Krzeniów (Łysanka), Pielgrzymka, Winnica, Mikołajowice, Strzegom (Góra Krzyżowa)
- stożki wulkaniczne (dolne części) – Ostrzyca, Grodziec, Gilów, Gracze, Góra Świętej Anny
- żyły (dajki i sille) – Śnieżne Kotły, Leśna, Zaręba

## Zastosowanie
Ze względu na swoją trwałość i wytrzymałość znajduje jednak szerokie zastosowanie w budownictwie drogowym i wodnym. Używany jest również jako materiał budowlany – kruszywo łamane. Używany jest również jako surowiec do leizny kamiennej (topiony bazalt) i do produkcji wełny mineralnej.
Wyroby wykonane z przetopionego bazaltu mają twardość ok. 8,5 w skali Mohsa i dlatego są stosowane jako materiały trudnościeralne. Odznaczają się dużą odpornością na działanie kwasów.